# توقيت الولايات المتحدة

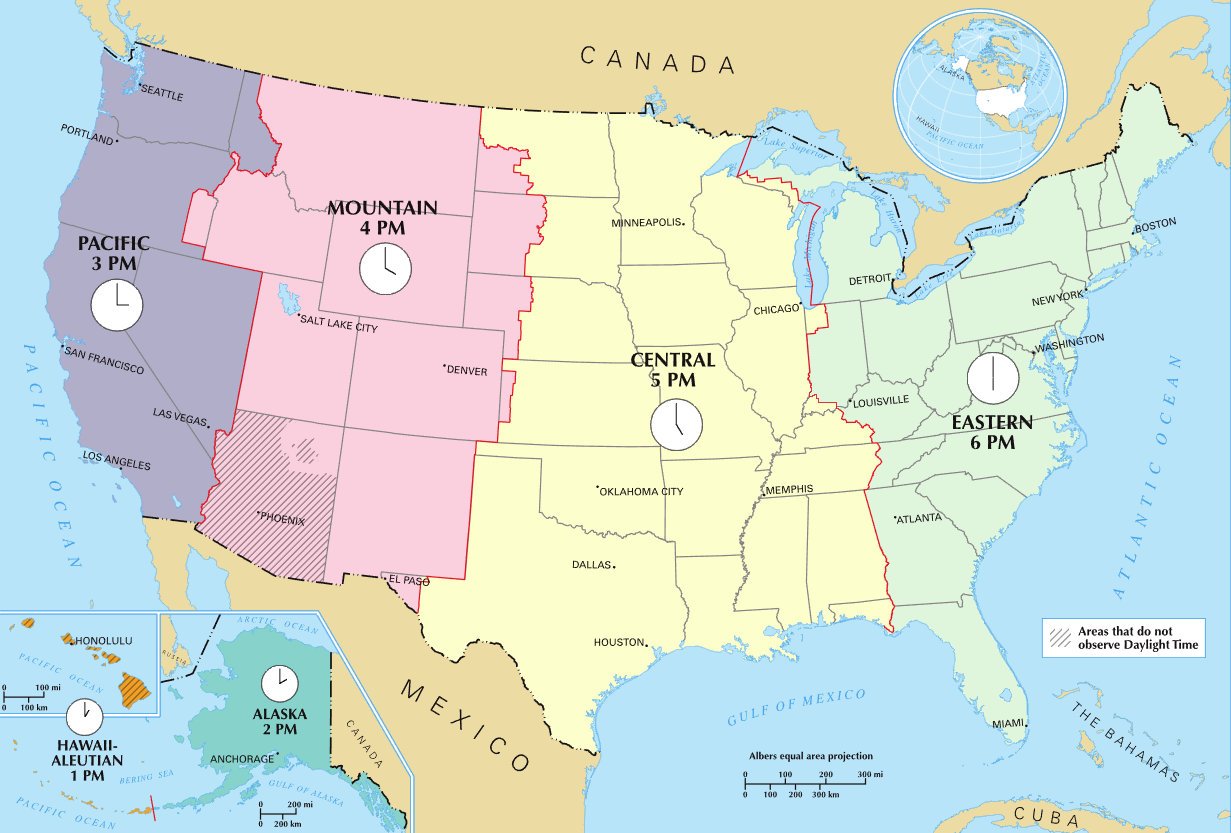
المناطق الزمنية في الولايات المتحدة

ينقسم الوقت في الولايات المتحدة ، بموجب القانون إلى تسع مناطق زمنية قياسية تغطي الولايات والأقاليم الأمريكية الأخرى ، مع مراعاة معظم الولايات المتحدة للتوقيت الصيفي (DST) لأشهر الربيع والصيف والخريف تقريبًا. يتم وضع حدود المنطقة الزمنية ومراعاة التوقيت الصيفي من قبل وزارة النقل . يتم توفير خدمات ضبط الوقت الرسمية والدقيقة (الساعات) من قبل وكالتين اتحاديتين هما: المعهد الوطني للمعايير والتقنية (NIST) (وهي وكالة تابعة لوزارة التجارة ) ؛ والمرصد البحري للولايات المتحدة (USNO). يتم ضبط الساعات التي تديرها هذه الجهتين متزامنة مع بعضها البعض وكذلك مع تلك الخاصة بمنظمات ضبط الوقت الدولية الأخرى.
فروق التوقيت بين الولايات الأمريكية: يختلف التوقيت من ولاية إلى أخرى وفقا للمناطق الزمنية الأربع التي تنقسم إليها الولايات المتحدة الأمريكية وتحتسب فروق التوقيت بين هذه الولايات وبعضها إعتمادا على قربها أو بعدها من هذه المناطق وعلى هذا الأساس يوجد بالولايات المتحدة الأمريكية أربعة مناطق للتوقيت، وهي:
- توقيت المنطقة الغربية (المحيط الهادئ)
- توقيت المنطقة الجبلية Mountain Zone
- توقيت المنطقة الوسطى
- توقيت المنطقة الشرقية

وطبقا لهذا التوزيع توجد ساعة واحدة فرق في التوقيت بين كل منطقة وأخرى حسب الترتيب الجغرافي لهذه المناطق ، ويصل هذا الفرق إلى ثلاث ساعات ما بين الشرق والغرب الأمريكي. أما بالنسبة لفروق التوقيت بين المملكة العربية السعودية والولايات المتحدة الأمريكية فيتراوح هذا الفرق تبعا للولاية ما بين 8 إلى 11 ساعة في التوقيت الخريفي ، وما بين 7 إلى 10 ساعات في التوقيت الربيعي.
مواقيت الصلاة :
تختلف هذه المواقيت من ولاية لأخرى ومن مدينة لأخرى داخل الولاية وفقا لموقع هذه الولاية أو المدينة وقربها أو بعدها من التقسيمات والمناطق الزمنية السائدة في الولايات المتحدة الأمريكية ، وهناك العديد من الإصدارات التي تعدها المطابع العربية والمؤسسات الإسلامية عن مواقيت الصلاة في المناطق التي يعيش فيها الطلاب، كما أن هناك مواقع عديدة على شبكة الإنترنت يمكن للطالب الحصول منها على هذه المواقيت.

## روابط خارجية
- الموقع الرسمي
- بيانات وصور حدود المنطقة الزمنية لأمريكا الشمالية
- ويكي مصدر: كود اللوائح الفيدرالية / العنوان 49 / العنوان الفرعي أ / الجزء 71
- قانون التوقيت القياسي 15 قانون الولايات المتحدة الفرع التاسع - الوقت القياسي (أيضًا على ويكي مصدر: رمز الولايات المتحدة / العنوان 15 / الفصل 6 / الفرع التاسع )
- خريطة تفاعلية للمناطق الزمنية للولايات المتحدة
- توقيت العاصمة الأمريكية والمناطق الزمنية